# Бальягас, Эмилио
Эмилио Бальягас (исп. Emilio Ballagas), настоящее имя — Эмилио Эрнесто Бальягас Кубеньяс (исп. Emilio Ernesto Ballagas Cubeñas; 7 ноября 1908 — 11 сентября 1954), — кубинский поэт, представитель афрокубинской и лирической поэзии.

## Биография
Эмилио Бальягас родился в кубинском городе Камагее 7 ноября 1908 года. В 1928 году поступил в Гаванский университет на педагогический факультет. В пятнадцать лет написал свой первый рассказ. В восемнадцать лет была напечатана его первая поэма «Маска на лице». В 1933 году Бальягас получил учёную степень в Гаванском университете и начал работать преподавателем Литературы в школе для учителей Санта-Клары, где он работал до 1946 года. В 1946 году получил учёную степень Доктора философии. Затем преподавал в Институте повышения квалификации в Маринао. Путешествовал по Франции, Португалии и Соединенным Штатам.
Эмилио Бальягас — представитель кубинского авангардизма 1930-х годов. Его поэтическое творчество развивалось по трём главным направлениям: гражданская поэзия, «чистая поэзия», вместе с Мариано Бруль, Эухенио Флорит и Рамоном Гирао и «чёрная поэзия», вместе с Николасом Гильеном и Рамоном Гирао.
Основной вклад Бальягаса в поэзию — его книга «Радость и бегство» (1931). Книги «Радость и бегство» (1931), «Элегия без имени» (1936), «Наша Госпожа Моря» (1943) и «Небо в залог» (1951) собраны позднее в поэтический сборник Эмилио Бальягаса, посмертное издание, 1955 год.
В стихах использовал ритмы и темы негритянского фольклора (сборник «Радость и бегство», 1931, «Тетрадь негритянской поэзии», 1934, «Ноктюрн и элегия», 1938), хотя был белым и буржуазного происхождения.
В 1947, находясь еще в Нью-Йорке, он женился на Антониа Лопес Вильяверде, преподавательнице школы для Учителей Гаваны, которую знал ещё с университетских лет. В 1948 году у него родился сын Мануэль Франческо.
Бальягас умер в Гаване, 11 сентября 1954, за два месяца перед тем, как ему исполнилось 46 лет.

## Издания на испанском языке
- Álvarez Álvarez, Luis: «Ballagas, desde este fin de siglo», en La Gaceta de Cuba, p. 3-11, nov.-dic., 1997.
- Arcos, Jorge Luis: Las palabras son islas. Panorama de la poesía cubana, siglo XX (1900—1998), [antología], pp. 85-93, Letras Cubanas, La Habana, 1999.
- Augier, Ángel: «Órbita de Emilio Ballagas», De la sangre en la letra, p. 353—363, UNEAC, La Habana, 1977.
- Baquero, Gastón: «En la muerte de Emilio Ballagas», en Boletín Comisión Nacional Cubana de la UNESCO, 3 (9): 25-26 y 32, La Habana, sep., 1954.
- Caillet Bois, Julio: Antología de la poesía hispanoamericana, p. 1651—1661, Madrid, 1958.
- Carpentier, Alejo: «La muerte de Emilio Ballagas», en Revista de la Biblioteca Nacional José Martí, 3:121-123, La Habana, 1989.
- Entralgo, Elías: «Emilio Ballagas. Júbilo y fuga. Poemas», Aventura en Mal Tiempo. Papel proteico, (1): 5, Santiago de Cuba, oct., 1932.
- Feijóo, Samuel: «Impresiones de Emilio Ballagas», en Lunes de Revolución, 2 (26): 9, La Habana, sep. 14, 1959
- «Una añeja entrevista inédita a Emilio Ballagas, en 1938», Azar de lecturas; crítica, Universidad Central de Las Villas, Dpto. de Estudios Hispánicos, La Habana, 1961.
- La décima culta en Cuba, [Antología], Santa Clara, 1963, p. 316—323.
- Sonetos en Cuba, [Antología], Santa Clara, 1964, p. 286—293.
- Fernández, Pablo Armando: «Ballagas: amigo y poeta», en Lunes de Revolución, 2 (26): 13-16, La Habana, sep. 14, 1959.
- Fernández Retamar, Roberto: «Emilio Ballagas (1908)», en La poesía contemporánea en Cuba (1927—1953), Orígenes, La Habana, 1954, p. 39-43.
- «Recuerdo a Emilio Ballagas», Papelería, Universidad Central de Las Villas, Dirección de Publicaciones, La Habana, 1962, p. 195—204.
- Figueroa, Esperanza: «Júbilo y fuga de Emilio Ballagas», en Revista Iberoamericana, 32 (62), Pittsburgh (Pennsylvania, EE. UU.), 1966.
- Guirao, Ramón: Órbita de la poesía afrocubana, 1928-37, [Antología], pp. 107—124, La Habana, 1938.
- Instituto de Literatura y Lingüística de la Academia de Ciencias de Cuba: Diccionario de la literatura cubana, Editorial Letras Cubanas, Ciudad de La Habana, 1980.
- Jiménez, Juan Ramón: La poesía cubana en 1936, [Antología], Prólogo y apéndice de Juan Ramón Jiménez, comentario final de José María Chacón y Calvo, La Habana, 1937, p. 22-25.
- Lezama Lima, José: «Gritémosle: ¡Emilio!», en Lunes de Revolución, 2 (26): 2-3, La Habana, sep. 14, 1959.
- López Lemus, Emilio: Doscientos años de poesía cubana (1790—1990); cien poemas antológicos, [Antología], Editorial Abril, 1999, p. 227—236.
- Marinello, Juan: «Inicial angélica», Cuba. Cultura, La Habana, Letras Cubanas, 1989, p. 286—288.
- Navarro Luna, Manuel: «Sobre Emilio Ballagas, Cuaderno de poesía negra», en Revista Hispánica Moderna, New York, julio, 1935, p. 292.
- Panero, Leopoldo: Antología de la poesía hispanoamericana, Madrid, 1944, tomo 2, p. 499—500.
- Piñera, Virgilio: «Dos poetas, dos poemas, dos modos de poesía», en Espuela de Plata, (H): 16-19, La Habana, ago., 1941.
- «Ballagas en persona», en Ciclón, 1 (5): 41-50, La Habana, sep., 1955.
- «Permanencia de Ballagas», en Lunes de Revolución, 26: 3-5, La Habana, 14 de septiembre de 1959.
- Rodríguez Rivera, Guillermo: «Visión de la isla. Emilio Ballagas», en Bohemia, 57 (7): 30-32, La Habana, feb. 12, 1965.
- Sarría, Leonardo: «Fe y poesía en Emilio Ballagas», en La Gaceta de Cuba, 2: 49-53, La Habana, marz.-abr., 2009.
- Torriente, Loló de la: «Emilio Ballagas muerto vive detenido en el espacio», en Lunes de Revolución, 2 (26): 10-12, La Habana, sep. 14, 1959.
- Vitier, Cintio: «Emilio Ballagas», Cincuenta años de poesía cubana (1902—1952), Ministerio de Educación, Dirección de Cultura, La Habana, 1952, p. 206—207.
- Lo cubano en la poesía, Universidad de Las Villas, Dpto. de Relaciones Culturales, La Habana, 1958, p. 318—338.
- «La poesía de Emilio Ballagas», en Lyceum, La Habana, año XII, vol. 40, p. 5-34 (Publicado también como ensayo preliminar a la Obra poética de Emilio Ballagas).